# Athyrium zayuense
Athyrium zayuense är en majbräkenväxtart som beskrevs av Z.R.Wang. Athyrium zayuense ingår i släktet Athyrium och familjen Athyriaceae. Inga underarter finns listade.